# Bertil Lundman
Bertil J. Lundman (Malmö, 28 settembre 1899 – Uppsala, 5 novembre 1993) è stato un antropologo e scrittore svedese. Era conosciuto soprattutto per le sue opere sulla diversità razziale e per l'opera The Races and Peoples of Europe in cui descrive in ogni dettaglio i risultati delle sue ricerche sulla razza e sulla distribuzione in Europa.

## Studi
Nel 1921 si iscrive all'università di Uppsala, ove negli anni di frequenza ottiene una laurea in botanica, geografia e più tardi nel 1925, in meteorologia. Nel 1935 si iscrive a un corso dell'università sulla teologia.
Ottiene un Philosophiæ Doctor nel 1945 per aver scritto Dalaallmogens antropologi, una tesi sull'antropologia. Dal 1947 al 1970 è stato docente di antropologia.

## Teorie razziali
Inizia ad interessarsi della questione delle razze umane già nel 1930, quando inizia a ricercare un nuovo metodo per ridefinire l'antropologia in base agli studi che decide di condurre sull'uomo moderno.
Nel 1939 stende la prima relazione sulle razze in Europa e la presenta all'università di Uppsala, ove viene mostrata in un annuario insieme ad altre tesi di altri studenti.
Nella relazione descrive la storia della razza europea, dalla nascita avutasi grazie a migrazioni di popoli indoeuropei, già mentalmente e fisicamente sviluppati rispetto alle altre razze. 
Anche le sue teorie, in concordanza con quelle contemporanee dell'epoca, si basano sul presupposto che determinati elementi come altezza elevata, corporatura robusta, capelli biondi e occhi azzurri siano gli aspetti che descrivono la superiorità della razza nordica in confronto alla mediterranea e negroide, descritte come obsolete e inferiori non solo dal punto di vista fisico ma anche intellettuale.
Per la stesura della tesi ha viaggiato in Europa studiando la cultura dell'uomo di Cro-Magnon e piccoli popoli instauratisi in Svezia in età arcaica. Dalle ricerche ha anche indotto differenze tra nordici occidentali (versante atlantico e scandinavo) e orientali (territori slavi e contigui al Mar Caspio).
L'amico e collega Herman Lundborg descrisse Lundman come una persona fantastica, ma con poca credibilità scientifica. L'antropologo statunitense contemporaneo a lui, Carleton Coon, parlò di errori sistematici nelle sue scienze.
È conosciuto per essere stato uno dei pochi svedesi a basare le proprie ricerche antropologiche sul credo razziale, tuttavia, seppur oggi decaduto ogni genere di razzismo scientifico, i testi e le opere di Lundman sono reperibili anche in moltissime biblioteche svedesi e non.

## Opere
- Västmanlandstyper, Julläsning, Västmanlands läns tidning (1931)
- Folktypsundersökningar i Dalarna I-IX, Dalarnas hembygsbok (1932)
- Nordens rastyper, (1940)
- Jordens människoraser och folkstammar, (1943)
- Dalaallmogens antropologi (tesi che gli valse il dottorato, (1945)
- On the Origin of the Lapps, Ethnos (1946)
- Nutidens människoraser (1946)
- Raser och folkstockar i Baltoskandia (1946, ristampato nel 1967)
- Ergebnisse der anthropologischen Lappenforchung, Anthropos (1952)
- Umriss der Rassenkunde des Menschen in geschichtlicher Zeit (1952)
- Stammeskunde der Völker (1961)
- Blutgruppenforschung und geograpische Anthropologie (1967)
- The Races and Peoples of Europe (New York: IAAEE. 1977)
- Minnen (memorie) (1987)
- Jordens folkstammar (1988)